# Grauer Lärchen-Röhrling
Der Graue Lärchen-Röhrling (Suillus viscidus) ist ein Pilz aus der Familie der Schmierröhrlingsverwandten. Er ist vor allem auf kalkreichen Böden verbreitet und stark an Lärchen gebunden, denen er seinen deutschen Namen verdankt.

## Merkmale

### Makroskopische Merkmale
Der Hut des Grauen Lärchen-Röhrlings ist vier bis zwölf Zentimeter breit. Anfangs ist er halbkugelig gewölbt, später ausgebreitet. Er ist grau-grünlich bis braun-gelblich gefärbt und mit einer unebenen, für die Schmierröhrlinge typischen und schmierigen Haut überzogen. Bei jungen Pilzen ist er mit dem Stiel über einen weiß-grauen Schleier verbunden, der später noch als Velumreste am Hutrand zurückbleibt. Die grau-weißen, später dunkelgrauen Röhren sind acht bis zwölf Millimeter lang, am Stiel angewachsen und meist herablaufend. Der Pilz hat weite und eckige Poren, die im Alter zum Hutrand hin verlängert sind. Sie sind von grau-weißer, später schmutzig grauer Farbe, die auf Druck leicht dunkeln. Das Sporenpulver ist tabakbraun. Der zylindrische, fleischige und leicht schleimige Stiel ist bis zu sieben Zentimeter lang und besitzt in etwa die gleiche Farbe wie der Hut. Der Ring an der Basis ist dünn und weiß, wird aber schnell grau-braun. Der Graue Lärchen-Röhrling hat zunächst ein festes, später jedoch ein weiches Fleisch, das im Stiel gelblich, ansonsten gräulich gefärbt ist. Im Schnitt färbt es kaum nach und zeigt höchstens einen schwach bläulichen Ton. Der Geruch erinnert an Obst, der Geschmack ist mild und fruchtig.

### Mikroskopische Merkmale
Die spindeligen Sporen sind 8 bis 14 auf 3 bis 5 Mikrometer groß.

## Artabgrenzung
Der Graue Lärchen-Röhrling ähnelt vorrangig anderen Schmierröhrlingen. Am ehesten ist er mit dem Gelbfleischigen Lärchen-Röhrling (Suillus bresadolae) zu verwechseln, der aber eine kastanienbraune Kappe und gelbes Fleisch hat.

## Ökologie
Wie auch andere Pilze dieser Gattung bildet Suillus viscidus Mykorrhiza mit einem bestimmten Nadelbaum, in diesem Fall mit Lärchen. Er benötigt zudem kalkreiche Böden und bevorzugt alpine bis subalpine Gebiete, in denen er von Juli bis Oktober fruktifiziert. Das Vorkommen ist in der Regel nicht sehr dicht.

## Verbreitung
Die Verbreitung des Grauen Lärchenröhrlings umfasst Europa, Russland und Nordamerika, vorzugsweise montane Lagen wie die Alpen und ihre Ausläufer.

## Systematik
Von einigen Mykologen, insbesondere in Nordamerika, wird der Graue Lärchen-Röhrling aufgrund seines andersfarbigen Sporenpulvers in eine eigene Gattung Fuscoboletinus gestellt.
Folgende Formen bzw. Varietäten wurden beschrieben:
- Suillus viscidus f. obscurus (Kühner) Armada (2009)
- Suillus viscidus var. bresadolae (Quél.) Bon (1988)
- Suillus viscidus var. viscidus (L.) Roussel (1796)

## Bedeutung
Der Graue Lärchen-Röhrling ist ein mittelmäßiger Speisepilz, der sich als Mischpilz eignet.